# Adolfo Pérez Esquivel
Adolfo Pérez Esquivel (Buenos Aires, 26 de novembre de 1931) és un escultor i pacifista argentí guardonat amb el Premi Nobel de la Pau l'any 1980.
És conegut per liderar les protestes contra l'Àrea de Lliure Comerç de les Amèriques i per al·legar que la policia argentina està formant a nens en esquadrons paramilitars, una operació que compara amb la creació de l'Alemanya nazi, les Joventuts Hitlerianes.

## Estudis i docència
Va néixer el 26 de novembre de 1931 a la ciutat de Buenos Aires. Va estudiar a l'Escola Nacional de Belles Arts i a la Universitat Nacional de La Plata, on va formar-se com a arquitecte i escultor. Més tard es va convertir en professor d'arquitectura. Durant 25 anys va ensenyar en escoles primàries, secundàries i a la Universitat, a més de treballar com a escultor.

## Defensor dels Drets Humans
A partir del 1960, Pérez Esquivel va començar a treballar amb grups llatinoamericans cristians pacifistes. El 1974 va decidir renunciar al seu treball docent i fou escollit coordinador general per a una xarxa de comunitats llatinoamericanes per a promoure l'alliberament dels pobres a través de la No violència.
Amb el cop d'estat militar de Jorge Rafael Videla de l'any 1976 i la repressió posterior, va contribuir a la formació i finançament dels enllaços entre organitzacions populars per a defensar els drets humans i donar suport als familiars de les víctimes de la guerra bruta. El "Servei de Pau i Justícia", que ell va fundar, va evolucionar en aquest context i va servir com a instrument per a la defensa dels drets humans promocionant una campanya internacional per a denunciar les atrocitats comeses pel règim militar.
El 1975, Pérez Esquivel va ser detingut per la policia militar brasilera; fou empresonat el 1976 a l'Equador juntament amb bisbes llatinoamericans i nord-americans; i el 1977, a Buenos Aires, va ser arrestat per la Policia Federal Argentina, torturat i retingut sense judici durant 14 mesos. Mentre va durar el seu empresonament va rebre, entre altres distincions, la Memòria de Pau del Papa Joan XXIII. El 1980 va rebre el Premi Nobel de la Pau per la seva ferma defensa dels Drets humans.
Des de 2003, és president del Consell honorari de la Fundació llatinoamericana del Servei de Pau i Justícia i de la Lliga Internacional per als Drets Humans i l'Alliberament de les persones, amb base en Milà, Itàlia, i membre del Tribunal Popular Permanent. Pérez Esquivel és també president honorífic de la Fundació Universitat Internacional de la Pau de Sant Cugat del Vallès (Barcelona). A més d'aquests treballs, ha publicat Caminant al costat del poble (1995), en el qual relata la seva experiència amb la no-violència a l'Amèrica Llatina.
L'any 2005 fou guardonat amb la Medalla d'Honor del Parlament de Catalunya. El novembre de 2014 va signar el manifest «Deixin votar els catalans», juntament amb altres personalitats internacionals.
El gener de 2021, fou una de les 50 personalitats que signar el manifest «Dialogue for Catalonia», promogut per Òmnium Cultural i publicat a The Washington Post i The Guardian, a favor de l'amnistia dels presos polítics catalans i del dret d'autodeterminació en el context del procés independentista català. Els signants lamentaren la judicialització del conflicte polític català i conclogueren que aquesta via, lluny de resoldre'l, l'agreuja: «ha comportat una repressió creixent i cap solució». Alhora, feren una crida al «diàleg sense condicions» de les parts «que permeti a la ciutadania de Catalunya decidir el seu futur polític» i exigiren la fi de la repressió i l'amnistia per als represaliats.